# Boubacar Ben Amer
Boubacar Ben Amer (en arabe ابوبكر بن عمر) est une commune du centre-sud de la Mauritanie, située dans la région du Tagant.

## Population
Lors du Recensement général de la population et de l'habitat (RGPH) de 2000, Boubacar Ben Amer comptait 6 141 habitants.

## Histoire
Abu Bakr Ibn Omar (en arabe : أبو بكر بن عمر) aussi appelé Abou Dardai (mort vers 1088) est un chef et roi almoravide. Il est originaire de la tribu berbère des Lemtuna, faisant partie de la confédération Sanhadja, la plus puissante des tribus berbères.
En 1054, il est nommé prince (émir) du Sud marocain et du désert mauritanien et reprend la ville d'Aoudaghost à l'empire du Ghana. En 1056, Abdullah Ibn Yassin le nomme à la tête des armées almoravides. En 1057, il s'empare de Souss et d'Aghmat, au sud du Maroc actuel. Après la mort d'Ibn Yasin en 1059, Ibn Omar devient roi. Il est victorieux de l'émirat du Barghwata et envoie une armée au nord sous le commandement de son cousin Youssef ben Tachfine, avec qui il partage son empire, tandis qu'il retourne vers l'Afrique occidentale en 1061.
En 1076 il s'empare de Koumbi Saleh, la capitale de l'Empire du Ghana et impose l'Islam dans la région . Il tolère l'insubordination de ben Tachfine, qui conquiert Al-Andalus et évite ainsi l'éclatement du royaume.
Abu Bakr Ibn Omar meurt en novembre 1087 . Il meurt d'une flèche empoisonnée,.
La tombe de Abu Bakr Inb Omar se trouve dans cette commune d'où le nom.